# جيمي ليفينغستون
جيمي ليفينغستون (بالإنجليزية: Jamie Livingston)‏ هو مصور أمريكي، ولد في 25 أكتوبر 1956 في نيويورك في الولايات المتحدة، وتوفي بنفس المكان في 25 أكتوبر 1997.